# Galianthe peruviana
Galianthe peruviana är en måreväxtart som först beskrevs av Christiaan Hendrik Persoon, och fick sitt nu gällande namn av Elsa Leonor Cabral. Galianthe peruviana ingår i släktet Galianthe och familjen måreväxter. Inga underarter finns listade i Catalogue of Life.